# Coppa del Belgio 2024-2025
La Coppa del Belgio 2024-2025, conosciuta anche come Croky Cup 2024-2025 per motivi di sponsorizzazione, è stata la 70ª edizione della coppa nazionale belga di calcio, con inizio il 28 luglio 2024 e termine il 30 marzo 2025. La squadra vincente ottiene la qualificazione per la UEFA Europa League 2025-2026.
L'Union Saint-Gilloise è la squadra campione in carica, mentre la coppa è stata vinta dal Club Bruges, per la dodicesima volta nella sua storia.

## Formato
| Turno            | Squadre rimanenti | Squadre partecipanti | Vincitori del turno precedente | Squadre entrate | Campionati entranti    | Date                                                    |
| ---------------- | ----------------- | -------------------- | ------------------------------ | --------------- | ---------------------- | ------------------------------------------------------- |
| Primo turno      | 356               | 204                  | 0                              | 204             | Campionati Provinciali | 27-28 luglio 2024                                       |
| Secondo turno    | 256               | 164                  | 102                            | 62              | Belgian Division 3     | 3-4 agosto 2024                                         |
| Terzo turno      | 172               | 132                  | 82                             | 50              | Belgian Division 2     | 10-12 agosto 2024                                       |
| Quarto turno     | 108               | 80                   | 66                             | 14              | Nationale 1            | 17-18 agosto 2024                                       |
| Quinto turno     | 68                | 40                   | 40                             | 0               |                        | 24-25 agosto 2024                                       |
| Sesto turno      | 48                | 32                   | 20                             | 12              | Challenger Pro League  | 7-8 settembre 2024                                      |
| Settimo turno    | 32                | 32                   | 16                             | 16              | Pro League             | 29-31 ottobre 2024                                      |
| Ottavi di finale | 16                | 16                   | 16                             | 0               |                        | 3-5 dicembre 2024                                       |
| Quarti di finale | 8                 | 8                    | 8                              | 0               |                        | 7-9 gennaio 2025                                        |
| Semifinali       | 4                 | 4                    | 4                              | 0               |                        | 14-16 gennaio 2025 (andata) 5-6 febbraio 2025 (ritorno) |
| Finale           | 2                 | 2                    | 2                              | 0               |                        | 4 maggio 2025                                           |

Il sorteggio delle gare fino al quinto turno è stato effettuato il 26 giugno 2023.

## Primo turno
Le gare del primo turno sono in programma per il 27 e il 28 luglio 2024.
Le squadre sono divise in 10 gruppi, in base alla loro provenienza.
| Squadra 1           | Risultato       | Squadra 2          |
| ------------------- | --------------- | ------------------ |
| Gruppo 1            |                 |                    |
| Mol                 | 0 – 1           | Sporting Tisselt   |
| Lint                | 1 – 5           | Hooikt             |
| Retie               | 5 – 0           | Ekeren             |
| K. Kontich          | 2 – 1           | Zwaneven           |
| Brasschaat          | 1 – 3           | Punt-Larum         |
| Berlaar-Heikant     | 1 – 2           | Nieuwmoer          |
| Gooreind            | 1 – 2           | Schelle Sport      |
| Hoboken             | 6 – 0           | BO Beerzel         |
| KFC Antonia         | 0 – 1           | Witgoor Sport      |
| Gruppo 2            |                 |                    |
| Perk                | 1 – 3           | Linden             |
| Landen              | 2 – 0           | Wambeek            |
| Huldenberg          | 3 – 1           | Wolvertem          |
| Betekom             | 0 – 2           | Wijgmal            |
| Herent              | 0 – 0 (4-2 dtr) | Diest              |
| Londerzeel          | 1 – 1 (1-3 dtr) | Liedekerke         |
| Bertem-Leefdaal     | 0 – 1           | Kraainem           |
| Pepingen            | 2 – 3           | Tervuren-Duisburg  |
| Gruppo 3            |                 |                    |
| Ham United          | 0 – 5           | Bree               |
| Tongeren            | 2 – 1           | Peer               |
| Vlijtingen          | 4 – 3           | Elen               |
| Uikhoven            | 0 – 2           | Diepenbeek         |
| Linkhout            | 0 – 4           | Weerstand Koersel  |
| Weerstand-Koersel B | 2 – 4           | Veldwezelt         |
| Eksel               | 2 – 5           | Waterschei         |
| Gruppo 4            |                 |                    |
| Aalter              | 2 – 2 (4-2 dtr) | Denderhoutem       |
| Destelbergen        | 0 – 3           | Borsbeke           |
| Sparta Wortegem     | 1 – 4           | Kokerij-Meldert B  |
| Sottegem            | 1 – 1 (5-4 dtr) | Zwijnaarde         |
| Heikant Zele        | 2 – 1           | Sparta Waasmunster |
| Munkzwalm           | 0 – 3           | Maldegem           |
| Knesselare          | 3 – 1           | Vrasene            |
| Poesele             | 0 – 1           | Berlare            |
| Haasdonk            | 4 – 3           | SK Beveren         |
| Gruppo 5            |                 |                    |
| Ingogigem           | 1 – 2           | Racing Waregem B   |
| Beveren-Leie        | 1 – 3           | Bredene            |
| Boezinge            | 7 – 0           | Sparta Heestert    |
| Zedelgem            | 10 – 0          | Westrozebeke       |
| Racing Waregem      | 3 – 1           | Ardooie            |
| Rumbeke             | 0 – 0 (4-2 dtr) | Zwevegem Sport     |
| Varsenare           | 2 – 1           | Wevelgem City      |
| Gruppo 6            |                 |                    |
| Cuesmes             | 1 – 7           | Moen               |
| Mons B              | 0 – 0 (4-5 dtr) | Houdinois          |
| Fontainoise         | 2 – 4           | Casteau            |
| Estaimbourg         | 0 – 5           | Peruwelz           |
| Frasnoise           | 4 – 3           | Courcelloise       |
| Antoinien           | 3 – 5           | Gosselies Sport    |
| Isieroise           | 0 – 0 (3-2 dtr) | Paturageois        |
| Gruppo 7            |                 |                    |
| Saintoise           | 4 – 1           | Soignies Sport     |
| Stephanois          | 0 – 2           | Lasne Ohain        |
| Waterloo            | 1 – 3           | Ophain             |
| Villers La Ville    | 3 – 4           | Etterbeek          |
| Auderghem           | 2 – 2 (5-4 dtr) | Léopold            |
| Kosova Schaerbeek   | 1 – 0           | Beauvechain        |
| Gruppo 8            |                 |                    |
| Nismes              | 0 – 0 (4-5 dtr) | Dinantaise         |
| Arquet              | 0 – 2           | Meux B             |
| Gembloux            | 2 – 4           | Condruzien         |
| Werpionnais         | 0 – 1           | Grand-Leez         |
| Chevetogne          | 1 – 3           | Evelette-Jallet    |
| Gruppo 9            |                 |                    |
| Bouillon            | 3 – 0           | Aye                |
| Nassogne            | 3 – 2           | Chaumont           |
| Corbion             | 0 – 6           | Longlier           |
| Wallonia Libin      | 0 – 2           | Habaysienne        |
| Houffaloise         | 0 – 0 (5-3 dtr) | Assenois           |
| Gruppo 10           |                 |                    |
| Elsautoise B        | 3 – 1           | Jalhay             |
| Grun-Weiss Amel     | 0 – 0 (3-2 dtr) | Aywaille B         |
| Vyle-Tharoul        | 3 – 1           | Sart Tilman        |
| Rapid Oudler        | 2 – 5           | Ster-Francorchamps |
| Limbourg            | 1 – 1 (3-4 dtr) | Lambermont-Rechain |
| Aubel B             | 0 – 2           | Flémalle           |
| Juprelle            | 1 – 3           | Warsage            |

## Secondo turno
Al secondo turno prendono parte le 70 vincenti del primo turno e 62 squadre provenienti dalla Division 3.
| Squadra 1             | Risultato         | Squadra 2           |
| --------------------- | ----------------- | ------------------- |
| Landen                | 0 – 2             | Aubel               |
| Herent                | 2 – 0             | Waremme             |
| Zwarte Leeuw          | 4 – 0             | Hoboken             |
| Nijlen                | 2 – 0             | Liedekerke          |
| City Pirates          | 5 – 1             | Hooikt              |
| Achel                 | 3 – 1             | Wijgmal             |
| Sint-Lenaarts         | 2 – 0             | Nieuwmoer           |
| Tilffois              | 2 – 2 (2-3 dtr)   | K. Kontich          |
| Rotselaar             | 4 – 1             | Punt-Larum          |
| Retie                 | 1 – 3             | Schoonbeek-Beverst  |
| Kraainem              | 4 – 1             | De Kempen           |
| Bevel                 | 0 – 2             | Linden              |
| Witgoor Sport         | 2 – 1             | Richelle            |
| Turnhout              | 2 – 2 (10-11 dtr) | Sporting Tisselt    |
| Schelle Sport         | 0 – 1             | Zepperen-Brustem    |
| Geel                  | 4 – 0             | Huldenberg          |
| Erpe-Mere             | 0 – 0 (5-3 dtr)   | Vlijtingen          |
| Sporting Bruxelles    | 1 – 0             | Diepenbeek          |
| Perwez                | 1 – 2             | Tervuren-Duisburg   |
| Sottegem              | 0 – 3             | Londerzeel          |
| Tongeren              | 1 – 0             | Evere               |
| Braine                | 3 – 3 (5-4 dtr)   | Borsbeke            |
| Heikant Zele          | 1 – 2             | Jodoigne            |
| Verbroedering Meldert | 0 – 3             | Aalter              |
| Bree                  | 0 – 5             | Tempo Overijse      |
| Turkse Rangers        | 4 – 1             | Veldwezelt          |
| Weestand-Koersel      | 2 – 2 (5-4 dtr)   | Rebecquoise         |
| Casteau               | 1 – 4             | Bredene             |
| Avanti Stekene        | 1 – 1 (5-4 dtr)   | Peruwelz            |
| Elene-Grotenberge     | 1 – 0             | Boezinge            |
| Maldegem              | 2 – 3             | St-Denijs Sport     |
| Zedelgem              | 1 – 0             | Wielsbeke           |
| Wetteren-Kwatrecht    | 4 – 0             | Houdinois           |
| Racing Waregem II     | 0 – 3             | Jong Lede           |
| Blankenberge          | 1 – 0             | Racing Waregem      |
| Moen                  | 1 – 3             | Drongen             |
| Berlare               | 3 – 0             | Club Lauwe          |
| Knesselare            | 0 – 3             | Diksmuide           |
| Sparta Petegem        | 3 – 0             | Haasdonk            |
| Varsenare             | 1 – 3             | Eendracht Wervik    |
| Mandel Utd            | 7 – 0             | Frasnoise           |
| Rumbeke               | 1 – 2             | Hamme               |
| Kalken                | 4 – 1             | Gosselies Sport     |
| Auderghem             | 1 – 2             | Ophain              |
| Etterbeek             | 2 – 2 (3-4 dtr)   | Aische              |
| Kosova Schaerbeek     | 1 – 1 (5-4 dtr)   | Flenu               |
| Saintoise             | 1 – 1 (2-4 dtr)   | Arquet              |
| Evelette-Jallet       | 1 – 2             | Belœil              |
| Lasne Ohain           | 2 – 1             | Pont-A-Celles-Buzet |
| Monceau               | 3 – 0             | Dinantaise          |
| Wallonne Ciney        | 4 – 3             | Meux II             |
| Condruzien            | 1 – 2             | St-Ghislain         |
| Grand-Leez            | 2 – 1             | Loyers              |
| Isieroise             | 0 – 4             | Biesme              |
| Houffaloise           | 2 – 7             | Elsautoise          |
| Warsage               | 1 – 2             | Harre-Manhay        |
| Bouillon              | 1 – 2             | Eupen 1963          |
| Oppagne-Wéris         | 0 – 0 (4-1 dtr)   | Ster-Francorchamps  |
| Mormont               | 2 – 1             | Longlier            |
| Nassogne              | 0 – 3             | Marloie             |
| Gouvy                 | 2 – 1             | Lambermont-Rechain  |
| Sprimont              | 5 – 1             | Grun-Weiss Amel     |
| Wallonia Libin        | 1 – 2             | Geer                |
| Hamoir                | 2 – 1             | Vyle-Tharoul        |
| Meix                  | 7 – 1             | Elsautoise II       |
| Libramont             | 2 – 2 (3-4 dtr)   | Flémalle            |

## Terzo turno
Al terzo turno prendono parte le 66 vincenti del turno precedente e 44 squadre dalla Division 2.
| Squadra 1                    | Risultato         | Squadra 2           |
| ---------------------------- | ----------------- | ------------------- |
| Eendracht Wervik             | 0 – 0 (4-5 dtr)   | Meux                |
| Boom                         | 2 – 1             | Aalter              |
| Turkse Rangers               | 3 – 2             | Oudenaarde          |
| Hamme                        | 2 – 0             | Gullegem            |
| Meix                         | 5 – 4             | Gouvy               |
| Aywaille                     | 3 – 0             | Erpe-Mere           |
| Kalken                       | 1 – 0             | Olsa Brakel         |
| Houtvenne                    | 3 – 1             | Hamoir              |
| Torhout                      | 0 – 1             | Monceau             |
| Eupen 1963                   | 2 – 1             | Jette               |
| Verviers                     | 1 – 0             | Zepperen-Brustem    |
| Westhoek                     | 2 – 0             | Sint-Lenaarts       |
| Zelzate                      | 5 – 0             | City Pirates        |
| Elsautoise                   | 2 – 1             | St-Denijs           |
| Achel                        | 0 – 1             | Raeren              |
| Betekom                      | 1 – 0             | Verlaine            |
| Arquet                       | 0 – 2             | Bredene             |
| St-Ghislain                  | 1 – 3             | Herent              |
| Dikkelvenne                  | 3 – 0             | Weerstand Koersel   |
| Zedelgem                     | 1 – 2             | Biesme              |
| Drongen                      | 1 – 2             | Sporting Bruxelles  |
| Termien                      | 3 – 2             | Tervuren-Duisburg   |
| Wezel                        | 1 – 1 (7-6 dtr)   | Schoonbeek-Beverst  |
| Union Hutoise                | 6 – 2             | Aubel               |
| Geel                         | 2 – 0             | Crossing Schaerbeek |
| La Louvière Centre           | 3 – 1             | Avanti Stekene      |
| Union La Calamine            | 1 – 0             | Tempo Overijse      |
| Tongeren                     | 0 – 1             | Kosova Schaerbeek   |
| Onhaye                       | 3 – 0             | Elene-Grotenberge   |
| Geer                         | 1 – 1 (5-4 dtr)   | Oostkamp            |
| Londerzeel                   | 2 – 4             | Berchem             |
| Linden                       | 2 – 3             | Mandel Utd          |
| Ganshoren                    | 3 – 3 (5-4 dtr)   | Sprimont            |
| Wallonne Ciney               | 1 – 0             | Witgoor Sport       |
| Manage                       | 5 – 1             | Aische              |
| Diegem                       | 4 – 0             | Harre-Manhay        |
| Lille                        | 4 – 0             | Sporting Tisselt    |
| Hades                        | 1 – 1 (3-4 dtr)   | Ophain              |
| Acren                        | 5 – 0             | Mormont             |
| Flémalle                     | 0 – 5             | Wetteren-Kwatrecht  |
| Racing Mechelen              | 2 – 2 (4-1 dtr)   | Kraainem            |
| K. Kontich                   | 1 – 2             | Sparta Petegem      |
| Belœil                       | 0 – 0 (16-15 dtr) | Lasne Ohain         |
| Rotselaar                    | 1 – 0             | Zwarte Leeuw        |
| RC Lebbeke                   | 2 – 3             | Berlare             |
| KRC Harelbeke                | 5 – 0             | Jong Lede           |
| Diksmuide                    | 2 – 1             | Pelt                |
| Grand-Leez                   | 1 – 1 (5-4 dtr)   | Ostiches-Ath        |
| Oppagne-Wéris                | 0 – 3             | Bocholt             |
| Nijlen                       | 6 – 1             | Wellen              |
| Berg en Dal                  | 5 – 2             | Jodoigne            |
| Tongeren                     | 1 – 5             | Habay-la-Neuve      |
| Template:Calcio SK Roeselare | 1 – 1 (0-2 dtr)   | Blankenberge        |
| Voorde                       | 3 – 0             | Marloie             |
| Racing Gent                  | 2 – 1             | Braine              |

## Quarto turno
Al quarto turno prendono parte le 55 vincenti del terzo turno e 21 squadre dalla Division 1.
| Squadra 1          | Risultato       | Squadra 2          |
| ------------------ | --------------- | ------------------ |
| Lyra-Lierse        | 2 – 0           | Herent             |
| Verviers           | 2 – 3           | Bredene            |
| Habay-la-Neuve     | 0 – 2           | Olympic Charleroi  |
| Diegem             | 4 – 1           | Manage             |
| Racing Mechelen    | 1 – 0           | Monceau            |
| Geel               | 2 – 1           | Wezel              |
| Heist              | 0 – 0 (3-5 dtr) | Diksmuide          |
| Voorde             | 1 – 1 (4-3 dtr) | Berlare            |
| Onhaye             | 2 – 1           | Rotselaar          |
| Tienen             | 1 – 2           | Boom               |
| Berchem            | 3 – 5           | Binche             |
| Biesme             | 3 – 0           | Eupen 1963         |
| Ophain             | 0 – 1           | Aywaille           |
| Tubize-Braine      | 3 – 0           | Meix               |
| Hoogstraten        | 0 – 1           | Meux               |
| Stockay-Warfusée   | 4 – 1           | Belœil             |
| Namur              | 1 – 3           | Houtvenne          |
| Sporting Bruxelles | 3 – 0           | Grand-Leez         |
| Kosova Schaerbeek  | 0 – 1           | Turkse Rangers     |
| Dikkelvenne        | 0 – 0 (5-3 dtr) | Mandel Utd         |
| Union Hutoise      | 2 – 4           | Berg en Dal        |
| Wetteren           | 1 – 0           | Tournai            |
| Kalken             | 3 – 1           | Virton             |
| Ninove             | 5 – 0           | Harelbeke          |
| Dessel Sport       | 3 – 2           | Blankenberge       |
| Mons               | 3 – 0           | Bocholt            |
| Elsautoise         | 1 – 0           | Cappellen          |
| Lille              | 1 – 2           | Merelbeke          |
| Acren              | 6 – 0           | Betekom            |
| Termien            | 1 – 1 (2-4 dtr) | Thes Sport         |
| Union La Calamine  | 1 – 6           | Sporting Hasselt   |
| Knokke             | 3 – 0           | Raeren             |
| Westhoek           | 1 – 4           | Ham United         |
| Sparta Petegem     | 2 – 1           | Geer               |
| Nijlen             | 1 – 4           | Union Rochefort    |
| Belisia Bilzen     | 3 – 0           | Racing Gent        |
| Ganshoren          | 2 – 1           | Wallonne Ciney     |
| Zelzate            | 1 – 1 (1-2 dtr) | La Louvière Centre |

## Quinto turno
Al quinto turno prendono parte le 38 squadre vincenti del quarto turno.
| Squadra 1         | Risultato       | Squadra 2          |
| ----------------- | --------------- | ------------------ |
| Sporting Hasselt  | 0 – 1           | Thes Sport         |
| Belisia Bilzen    | 3 – 0           | Stockay-Warfusée   |
| Diegem            | 1 – 3           | Mons               |
| Meux              | 2 – 1           | Geel               |
| Knokke            | 2 – 0           | Boom               |
| Ganshoren         | 1 – 1 (2-3 dtr) | Diksmuide          |
| Ninove            | 5 – 1           | Bredene            |
| Biesme            | 0 – 2           | Binche             |
| Berg en Dal       | 1 – 1 (2-4 dtr) | Elsautoise         |
| Aywaille          | 4 – 1           | La Louvière Centre |
| Sparta Petegem    | 3 – 2           | Racing Mechelen    |
| Acren             | 1 – 2           | Lyra-Lierse        |
| Ham United        | 3 – 1           | Kalken             |
| Houtvenne         | 3 – 3 (4-1 dtr) | Sporting Bruxelles |
| Union Rochefort   | 1 – 0           | Voorde             |
| Dikkelvenne       | 1 – 0           | Wetteren-Kwatrecht |
| Tubize-Braine     | 2 – 0           | Onhaye             |
| Olympic Charleroi | 4 – 0           | Turkse Rangers     |
| Merelbeke         | 0 – 2           | Dessel Sport       |

## Sesto turno
Al sesto turno prendono parte le 19 vincenti del quinto turno e 13 squadre dalla Challenger Pro League.
| Squadra 1          | Risultato       | Squadra 2         |
| ------------------ | --------------- | ----------------- |
| 6 settembre 2024   |                 |                   |
| Diksmuide          | 2 – 3           | Eupen             |
| 7 settembre 2024   |                 |                   |
| Ninove             | 1 – 3           | Lokeren-Temse     |
| Dessel Sport       | 2 – 3 (dts)     | KSK Beveren       |
| Tubize-Braine      | 2 – 1           | Francs Borains    |
| Mons               | 1 – 1 (4-5 dtr) | La Louvière       |
| Patro Eisden       | 2 – 1           | Binche            |
| RWD Molenbeek      | 5 – 0           | Aywaille          |
| 8 settembre 2024   |                 |                   |
| Sparta Petegem     | 1 – 3           | Zulte Waregem     |
| Lyra-Lierse        | 3 – 0           | Meux              |
| Thes Sport         | 2 – 2 (1-4 dtr) | Seraing           |
| Knokke             | 3 – 5           | Olympic Charleroi |
| Union Rochefort    | 1 – 1 (5-4 dtr) | Hamme             |
| Lommel             | 0 – 1           | Belisia Bilzen    |
| RFC Liegi          | 3 – 1           | Elsautoise        |
| Lierse Kempenzonen | 3 – 2           | Houtvenne         |
| Deinze             | 3 – 0           | Dikkelvenne       |

## Settimo turno
Il sorteggio si è tenuto il 9 settembre 2024 e ha incluso le 16 squadre vincenti del sesto turno e le 16 squadre della Pro League 2024-2025.
| Squadra 1          | Risultato   | Squadra 2            |
| ------------------ | ----------- | -------------------- |
| 29 ottobre 2024    |             |                      |
| Patro Eisden       | 4 – 1       | Charleroi            |
| Zulte Waregem      | 2 – 1       | Dender               |
| Westerlo           | 2 – 1       | RWD Molenbeek        |
| 30 ottobre 2024    |             |                      |
| Beerschot VA       | 3 – 1       | RFC Liegi            |
| KSK Beveren        | 0 – 2       | Genk                 |
| Malines            | 3 – 1 (dts) | La Louvière          |
| Eupen              | 0 – 3       | Union Saint-Gilloise |
| Kortrijk           | 1 – 0       | Lokeren-Temse        |
| OH Lovanio         | 2 – 0       | Seraing              |
| Gent               | 7 – 0       | Union Rochefort      |
| Club Bruges        | 6 – 1       | Belisia Bilzen       |
| Standard Liegi     | 3 – 2 (dts) | Lyra-Lierse          |
| Lierse Kempenzonen | 0 – 2       | Sint-Truiden         |
| 31 ottobre 2024    |             |                      |
| Cercle Bruges      | 3 – 0       | Olympic Charleroi    |
| Tubize-Braine      | 0 – 4       | Anderlecht           |
| Anversa            | 6 – 1       | Deinze               |

## Ottavi di finale
| Squadra 1            | Risultato       | Squadra 2      |
| -------------------- | --------------- | -------------- |
| 3 dicembre 2024      |                 |                |
| Patro Eisden         | 1 - 3           | Club Bruges    |
| 4 dicembre 2024      |                 |                |
| OH Lovanio           | 5 - 0           | Zulte Waregem  |
| Union Saint-Gilloise | 3 - 2           | Gent           |
| Beerschot VA         | 2 - 2 (4-3 dtr) | Malines        |
| Cercle Bruges        | 0 - 1           | Sint-Truiden   |
| Genk                 | 2 - 1 (dts)     | Standard Liegi |
| Kortrijk             | 0 - 0 (3-4 dtr) | Anversa        |
| 5 dicembre 2024      |                 |                |
| Anderlecht           | 4 - 1           | Westerlo       |

## Quarti di finale
Il sorteggio per i quarti di finale e le semifinali si è tenuto il 5 dicembre 2024.
| Squadra 1      | Risultato | Squadra 2            |
| -------------- | --------- | -------------------- |
| 7 gennaio 2025 |           |                      |
| Club Bruges    | 3 - 0     | OH Lovanio           |
| Sint-Truiden   | 0 - 4     | Genk                 |
| 8 gennaio 2025 |           |                      |
| Anversa        | 5 - 1     | Union Saint-Gilloise |
| 9 gennaio 2025 |           |                      |
| Beerschot VA   | 0 - 1     | Anderlecht           |

## Semifinali
| Squadra 1   | Totale | Squadra 2 | Andata          | Ritorno         |
| ----------- | ------ | --------- | --------------- | --------------- |
|             |        |           | 15 gennaio 2025 | 5 febbraio 2025 |
| Club Bruges | 3 - 2  | Genk      | 2 - 1           | 1 - 1           |
|             |        |           | 16 gennaio 2025 | 6 febbraio 2025 |
| Anderlecht  | 3 - 2  | Anversa   | 1 - 0           | 2 - 2           |

## Finale
| Arbitro: | Jasper Vergoote |

|                  |           |               |
| Vermant 40’, 61’ | Marcatori | 90+1’ Vázquez |